# ترانزو
ترانزولت (به فرانسوی: Tranzault) یک کمون در فرانسه است که در اندر واقع شده‌است. ترانزولت ۱۷٫۹۷ کیلومتر مربع مساحت و ۳۲۲ نفر جمعیت دارد و ۲۲۸ متر بالاتر از سطح دریا واقع شده‌است.